# Ga Đại học Quốc gia Seoul
Ga Đại học Quốc gia Seoul (Văn phòng Gwanak-gu) (Tiếng Hàn: 서울대입구(관악구청)역, Hanja: 서울大學(冠岳區廳)驛) là ga tàu điện ngầm trên Tuyến tàu điện ngầm Seoul số 2 nằm ở Bongcheon-dong, Gwanak-gu, Seoul. Ga này còn được gọi là Ga Văn phòng Gwanak-gu. Các tổ chức lớn gần đó bao gồm Đại học Quốc gia Seoul và Văn phòng Gwanak-gu. Có tám lối ra, hai ở mỗi góc của ngã tư của Đường vành đai Nambu (Nambusunhwan-ro) và Gwanak-ro.
Mặc dù được đặt tên là Ga Đại học Quốc gia Seoul, nhưng Cơ sở Gwanak của Đại học Quốc gia Seoul thực tế cách ga khoảng 1,8 km về phía nam. Cơ sở Gwanak của Đại học Quốc gia Seoul nằm gần Ga Gwanaksan.

## Lịch sử
- 30 tháng 6 năm 1983: Tên ga được quyết định là Ga Đại học Quốc gia Seoul[3]
- 17 tháng 12 năm 1983: Việc kinh doanh bắt đầu với việc khai trương Tàu điện ngầm Seoul tuyến 2 đoạn Đại học Giáo dục Quốc Gia Seoul ~  Đại học Quốc gia Seoul[4]
- 22 tháng 5 năm 1984: Khai trương toàn bộ các đoạn của Tuyến 2 và trở thành ga trung gian
- Năm 2007: Tu sửa nhà ga và lắp đặt cửa chắn

## Bố trí ga
| Nakseongdae ↑            |
| Vòng trong Vòng ngoài \| |
| ↓ Bongcheon              |

| Vòng ngoài | ●Tuyến 2 | ← Hướng đi Sadang · Đại học Giáo dục Quốc gia Seoul · Jamsil · Seongsu      |
| Vòng trong | ●Tuyến 2 | → Hướng đi Sillim · Sindorim · Văn phòng Yeongdeungpo-gu · Đại học Hongik → |

## Xung quanh nhà ga
- Trung tâm cộng đồng Gwanak-gu
- Trung tâm Y tế Công cộng Gwanak-gu
- Hội đồng Gwanak-gu
- Văn phòng Gwanak-gu
- Trung tâm văn hóa Gwanak
- Thư viện Trung tâm Văn hóa Gwanak
- Thư viện thông tin Geulbit
- Trường trung học cơ sở Bongwon
- Đèo Bongcheon
- Trường tiểu học Seoul Bongcheon
- Sở cảnh sát Seoul Gwanak
- Trạm cứu hỏa Seoul Gwanak
- Trường trung học nữ sinh Seoul Munyeong
- Trường trung học nữ sinh Seoul Munyeong
- Trường Luật Seoul
- Đại học Quốc gia Seoul
- Trường trung học thương mại nữ sinh Seoul
- Trường tiểu học Seoul Wondang
- Ngân hàng Nhân sự Seoul
- Trường tiểu học Shinbong
- ESTsoft
- Ngân hàng công nghiệp IBK
- Trung tâm phúc lợi hành chính Jungang-dong
- Chợ Jungang
- Trường tiểu học Cheongryong

## Hình ảnh

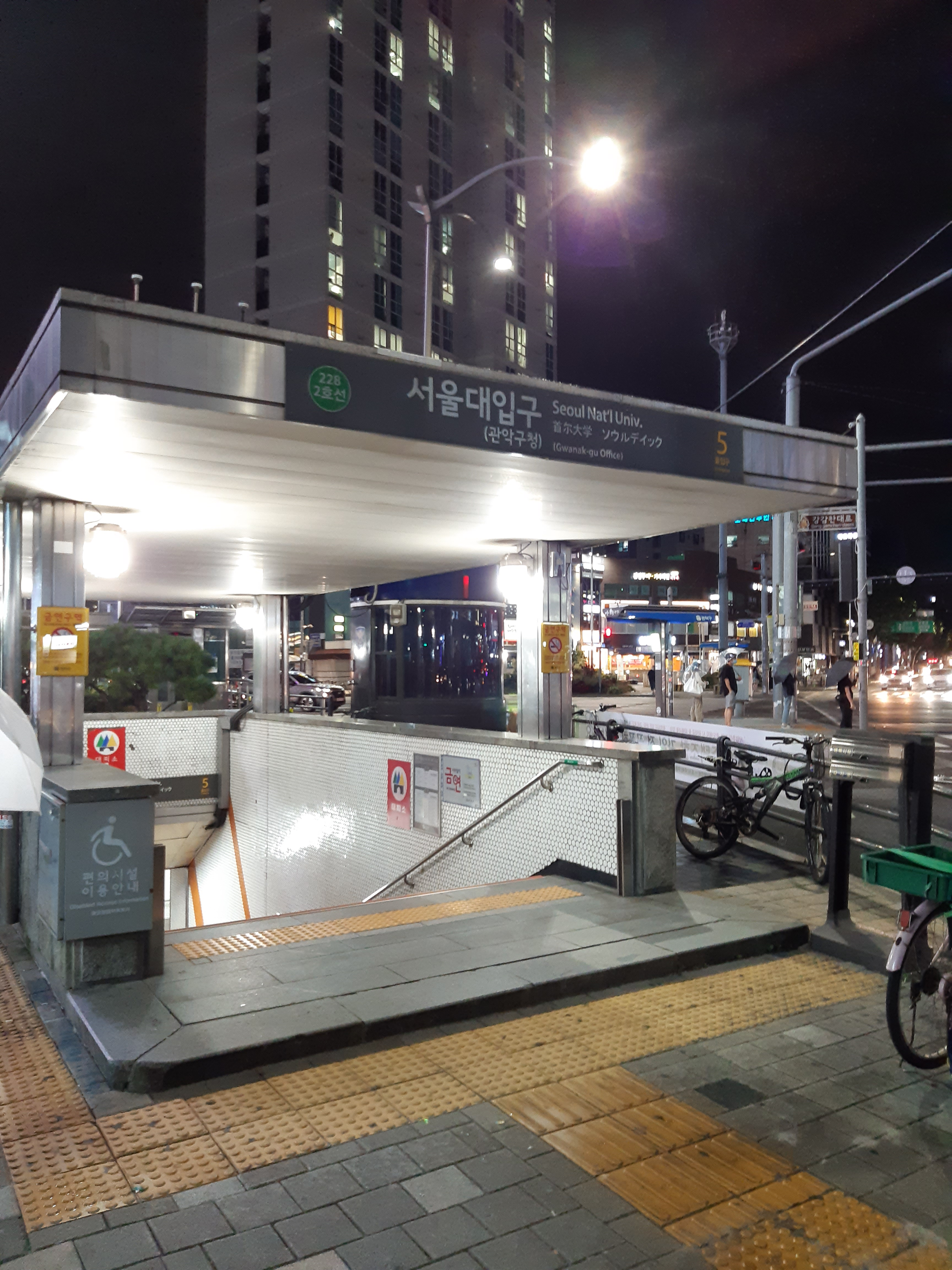
Lối ra 5
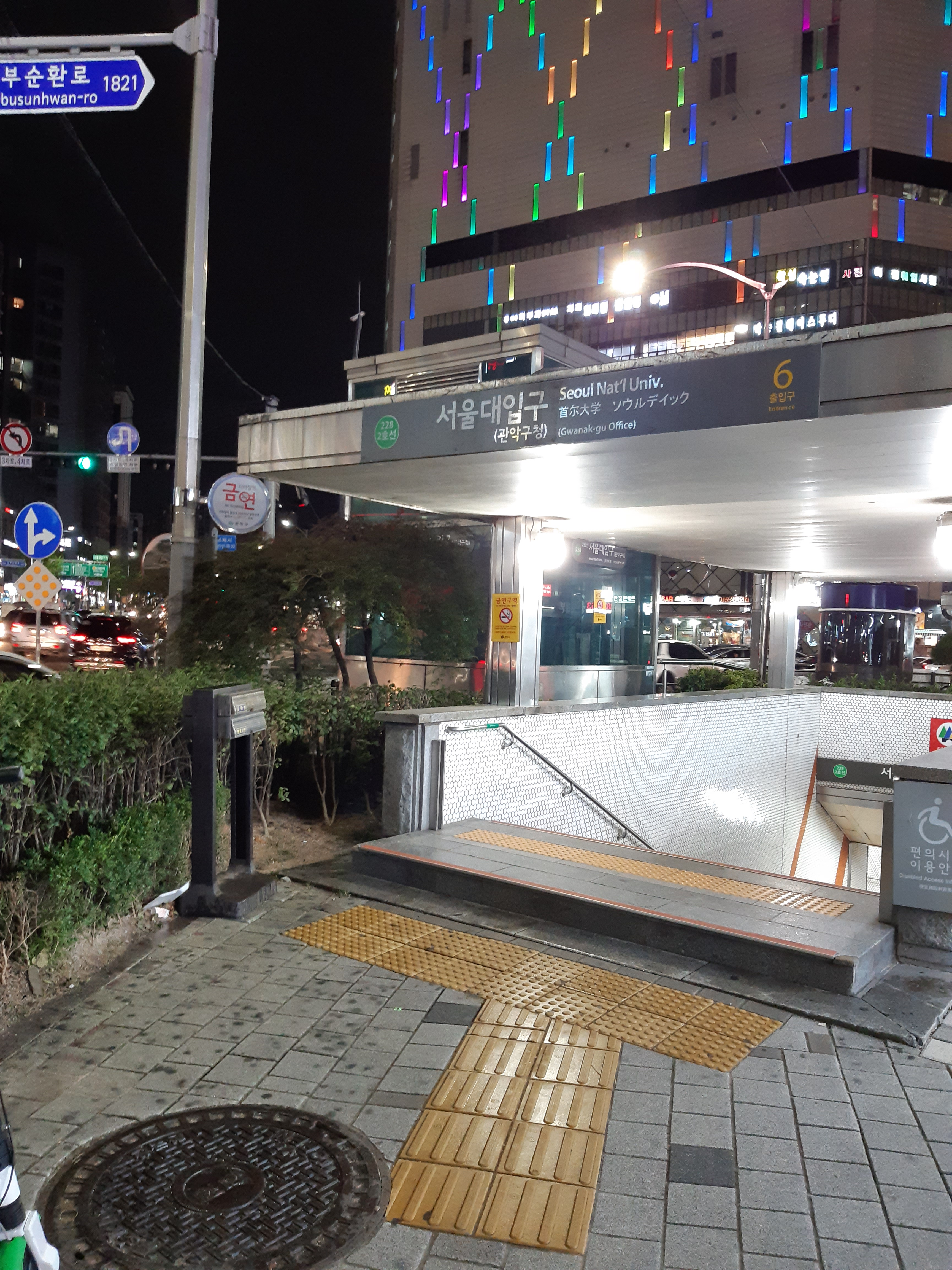
Lối ra 6